# Baikalowo (Swerdlowsk)
Baikalowo (russisch Байка́лово) ist ein Dorf (selo) in der Oblast Swerdlowsk in Russland mit 5789 Einwohnern (Stand 14. Oktober 2010).

## Geographie
Der Ort liegt etwa 200 km Luftlinie ostnordöstlich des Oblastverwaltungszentrums Jekaterinburg im Westsibirischen Tiefland. Er befindet sich an der Einmündung der Lipowka und der Sarabaika in die Jelinka, die 10 km nördlich dem rechten Niza-Nebenfluss Ilenka zufließt. Bei Baikalowo ist die Jelinka zum kleinen Stausee Baikalowski prud angestaut.
Baikalowo ist Verwaltungszentrum des Rajons Baikalowski sowie Sitz der Landgemeinde Baikalowskoje selskoje posselenije, zu der 25 weitere, im Umkreis von bis zu 30 km gelegene Dörfer gehören (nur sieben davon mit über 100 Einwohnern; das größte ist Ljapunowo 17 km westlich mit knapp 1000 Einwohnern, Stand 2010).

## Geschichte
Das Dorf entstand um 1630 während des russischen Vordringens nach Sibirien als Baikalowskaja Sloboda. Die Etymologie der Bezeichnung ist ungeklärt, möglicherweise abgeleitet vom Namen eines in der Gegend ansässigen tatarischen Lokalfürsten (Bai oder Baikal).
Seit 12. November 1923 ist Baikalowo Verwaltungssitz eines nach ihm benannten Rajons. Von 10. August 1972 bis 1997 besaß der Ort den Status einer Siedlung städtischen Typs.

### Bevölkerungsentwicklung
| Jahr | Einwohner |
| ---- | --------- |
| 1939 | 3159      |
| 1959 | 4423      |
| 1970 | 5266      |
| 1979 | 5500      |
| 1989 | 6758      |
| 2002 | 6144      |
| 2010 | 5789      |

Anmerkung: Volkszählungsdaten

## Verkehr
Westlich an Baikalowo vorbei verläuft die Regionalstraße 65K-282, die bei Gorbunowskoje unweit von Taliza an der föderalen Fernstraße R351 Jekaterinburg – Tjumen (auch Europastraße 22) beginnt und weiter in nordwestlicher Richtung nach Irbit führt. In zunächst östlicher Richtung zweigt die 65K-0506 in das benachbarte Rajonzentrum Turinskaja Sloboda und weiter das rechte Ufer der Tura aufwärts nach Turinsk ab.
Die nächstgelegenen Bahnstationen befinden sich etwa 40 km entfernt an der Transsibirischen Eisenbahn (Station Taliza bei Troizki) sowie im etwa 50 km entfernten Irbit an der Strecke Jekaterinburg – Ustje Acha (Meschduretschenski).
Einige Kilometer südlich des Ortes befand sich ein kleiner Flugplatz (ICAO-Code USTB), der seit Anfang der 1990er-Jahre außer Betrieb ist.